# Акты Московского государства 1572 года
Царствование: Иван IV Васильевич Грозный (1533-1584)

## Акты Московского государства 1572 года
- 21 марта — жалованная кормлённая грамота царя Ивана Васильевича Адодурову Мамышу Осиповичу на г. Опочка в Псковской земле с пятном и корчмой.
- 29 апреля — Соборное определение о четвёртом браке царя Ивана Васильевича.
- 17 июля — Указная грамота царя Ивана Васильевича (Разрядного приказа) в Старицу Пушкину Астафию Михайловичу и Замыцкому Дмитрию Андреевичу о проведывании вестей о продвижении войск крымского хана.
- Октябрь — жалованная грамота митрополита Антония Кириллову монастырю о пошлинах с Рождественской церкви села Куралгин и прочее.
- Доклад и Боярский приговор о заведывании конными казаками украинных городов, которые несут месячную службу, воеводам и осадным головам.